# Alfred Gomis
Amigo Alfred Júnior Gomis (Ziguinchor, Senegal, 5 de septiembre de 1993) es un futbolista senegalés. Juega de portero y su equipo es el Palermo F. C. de la Serie B.

## Selección nacional
Ha sido internacional con la selección de fútbol de Senegal en quince ocasiones.

## Clubes
| Club                            | País    | Año       |
| ------------------------------- | ------- | --------- |
| Torino F. C.                    | Italia  | 2010-2018 |
| F. C. Crotone (cedido)          | Italia  | 2013-2014 |
| U. S. Avellino 1912 (cedido)    | Italia  | 2014-2015 |
| A. C. Cesena (cedido)           | Italia  | 2015-2016 |
| Bolonia F. C. 1909 (cedido)     | Italia  | 2016      |
| U. S. Salernitana 1919 (cedido) | Italia  | 2017      |
| S. P. A. L. (cedido)            | Italia  | 2017-2018 |
| S. P. A. L.                     | Italia  | 2018-2019 |
| Dijon F. C. O.                  | Francia | 2019-2020 |
| Stade Rennais F. C.             | Francia | 2020-2024 |
| Como 1907 (cedido)              | Italia  | 2023      |
| F. C. Lorient (cedido)          | Francia | 2023-2024 |
| Palermo F. C.                   | Italia  | 2024-     |

## Palmarés

### Títulos internacionales
| Título                    | Club (*)             | Sede    | Año  |
| ------------------------- | -------------------- | ------- | ---- |
| Copa Africana de Naciones | Selección de Senegal | Camerún | 2021 |

(*) Incluyendo la selección.